# 罕羅燈魚
罕罗燈鱼（学名：Loweina rara）为輻鰭魚綱燈籠魚目灯笼鱼科罗灯鱼属的其中一種。分布于大西洋及太平洋海域，為深海魚類，棲息深度1000公尺，體長可達4.5公分。